# 716 v.Chr.

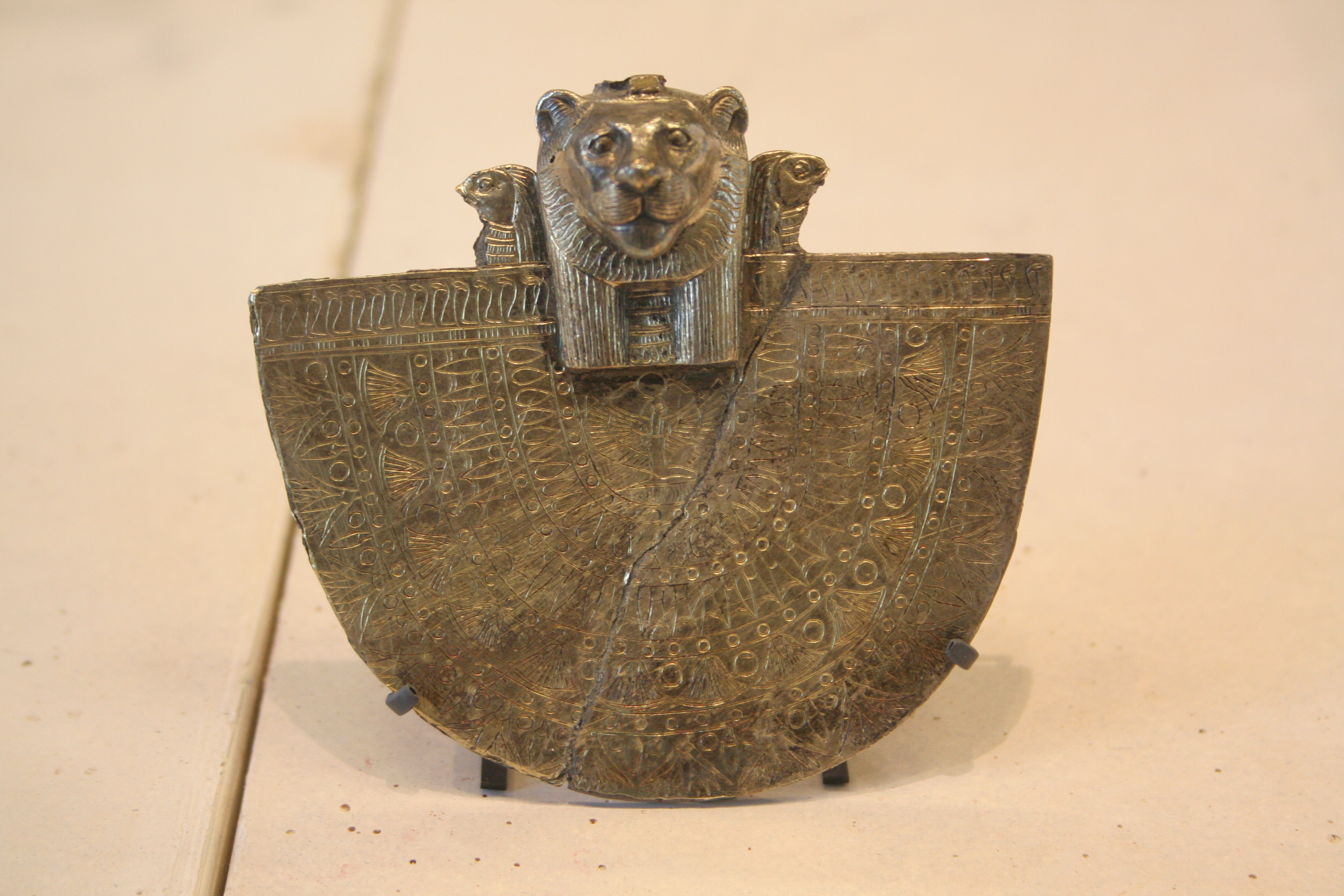
Elektrum aegis van farao Osorkon V

Het jaar 716 v.Chr. is een jaartal in de 8e eeuw v.Chr. volgens de christelijke jaartelling.

## Gebeurtenissen

### Assyrië
- Koning Sargon II verovert de Filistijnen langs de Middellandse Zee tot aan de Sinaï.
- Farao Osorkon V stuurt de Assyrische vorst twaalf prachtige paarden als gift.

### Egypte
- Koning Shabaka (716 - 702 v.Chr.) de derde farao van de 25e dynastie van Egypte in Kush.
- Shabaka herenigt Opper- en Neder-Egypte en benoemt zijn zoon Horemakhet tot hogepriester van Amon.
- Aminirdis I de zuster van Shabaka regeert over Koesj.

### Italië
- Koning Numa Pompilius (716 - 673 v.Chr.) regeert over Rome.

## Overleden
- Piye, farao van Egypte (Koesjitische dynastie)
- Romulus, koning van Rome